# Larimore
Larimore és una població dels Estats Units a l'estat de Dakota del Nord. Segons el cens del 2000 tenia 1.433 habitants.

## Demografia
Segons el cens del 2000, Larimore tenia 1.433 habitants, 576 habitatges, i 377 famílies. La densitat de població era de 907 hab./km².
Dels 576 habitatges en un 32,8% hi vivien nens de menys de 18 anys, en un 54,5% hi vivien parelles casades, en un 7,6% dones solteres, i en un 34,5% no eren unitats familiars. En el 30,7% dels habitatges hi vivien persones soles el 16,3% de les quals corresponia a persones de 65 anys o més que vivien soles. El nombre mitjà de persones vivint en cada habitatge era de 2,42 i el nombre mitjà de persones que vivien en cada família era de 3,06.
Per edats la població es repartia de la següent manera: un 27,6% tenia menys de 18 anys, un 5,4% entre 18 i 24, un 27,4% entre 25 i 44, un 19,4% de 45 a 60 i un 20,2% 65 anys o més.
L'edat mediana era de 39 anys. Per cada 100 dones de 18 o més anys hi havia 90,5 homes.
La renda mediana per habitatge era de 33.292 $ i la renda mediana per família de 40.542 $. Els homes tenien una renda mediana de 29.375 $ mentre que les dones 20.417 $. La renda per capita de la població era de 16.271 $. Entorn del 6,1% de les famílies i el 7,4% de la població estaven per davall del llindar de pobresa.

## Poblacions més properes
El següent diagrama mostra les poblacions més properes.